# Dagmar Ebbesen
Dagmar Wilhelmina Ebbesen, född 1 oktober 1891 i Stockholm, död 5 december 1954 i Solna, var en svensk skådespelare och sångerska. Ebbesen är främst förknippad med folklustspel, bland hennes filmer märks
Anderssonskans Kalle (1922), Söderkåkar (1932), Augustas lilla felsteg (1933), Karl Fredrik regerar (1934), Flickorna på Uppåkra (1936), Ett brott (1940), Vi hemslavinnor (1942), Kvinnan tar befälet (1942), Hemsöborna (1944), Änkeman Jarl (1945), Kristin kommenderar (1946) och Greven från gränden (1949). 

## Biografi
Dagmar Ebbesen var dotter till skådespelarna Thorald Ebbesen och Jenny Öhrström samt syster till skådespelaren Elsa Ebbesen. 
Ebbesen debuterade redan som 13-åring i skådespelet Tummeliten på Östermalmsteatern. 1906–1909 var hon engagerad hos Albert Ranft, därefter följde landsortsturnéer med olika teatersällskap innan hon blev engagerad vid Folkteatern i Göteborg 1916–1919 och Folkteatern i Stockholm 1919–1928.
Hon fick något av ett genombrott 1921 när hon spelade hembiträdet Kristin i lustspelet Hemslavinnor, en roll som hon kom att spela i över 500 föreställningar. Pjäsen låg även till grund för filmerna Hemslavinnor (1923), Hemslavinnor (1933) och Vi hemslavinnor (1942) i vilka Ebbesen upprepade sin paradroll.
Ebbesen kom senare att mestadels ägna sig åt film och gjorde allt färre teaterroller. Ofta fick hon spela hembiträden, rakryggade fruntimmer som ställde saker och ting tillrätta och sa till på skarpen när det gick för långt. Hon kunde konsten att spela barska och vresiga kvinnor med värme och humor.
Till Ebbesens största framgångar på film hör Flickorna på Uppåkra (1936), Kvinnan tar befälet (1942) och Kristin kommenderar (1946). Men hon spelade inte bara hembiträden utan gav liv åt många andra rollfigurer; här kan nämnas till exempel rollen som Madam Flod i Hemsöborna (1944). Totalt medverkade hon i ett 80-tal filmer.
Dagmar Ebbesen avled 1954 och är begravd på Norra begravningsplatsen i Stockholm.
Ebbesen har en gata uppkallad efter sig i Solna, Dagmar Ebbesens väg.

### Privatliv
Dagmar Ebbesen var gift första gången mellan 1911 och 1913 med journalisten Oskar Thorell (född 1888) och andra gången från 1926 med musikern och kapellmästaren Heribert Abrahamson (1889–1956), pianist hos Ernst Rolf. Hon hade en son, Torald Holger Thorell (1911–1983).

## Filmografi i urval
- 1913 – Mannekängen
- 1915 – I kronans kläder
- 1916 – I minnenas band
- 1916 – Mysteriet natten till den 25:e (Totalförbjuden av censuren, frisläppt först 1975)
- 1916 – Balettprimadonnan
- 1916 – Svärmor på vift eller Förbjudna vägar
- 1916 – Aktiebolaget Hälsans gåva
- 1916 – Bengts nya kärlek eller Var är barnet?
- 1917 – Mellan liv och död
- 1918 – Storstadsfaror
- 1922 – Anderssonskans Kalle
- 1923 – Hemslavinnor
- 1923 – Anderssonskans Kalle på nya upptåg
- 1924 – Halta Lena och vindögda Per
- 1925 – Skärgårdskavaljerer
- 1926 – Mordbrännerskan
- 1929 – Ville Andesons äventyr
- 1931 – Brokiga blad
- 1931 – Skepparkärlek
- 1931 – Röda dagen
- 1932 – Söderkåkar
- 1932 – Kärlek och kassabrist
- 1933 – Lördagskvällar
- 1933 – Hemliga Svensson
- 1933 – Hemslavinnor
- 1933 – Augustas lilla felsteg
- 1934 – Kvinnorna kring Larsson
- 1934 – Karl Fredrik regerar
- 1935 – Skärgårdsflirt
- 1935 – Tjocka släkten
- 1935 – Larsson i andra giftet
- 1935 – Flickor på fabrik
- 1936 – Kvartetten som sprängdes
- 1936 – Flickorna på Uppåkra
- 1937 – Än leva de gamla gudar
- 1937 – Skicka hem nr. 7
- 1938 – Vi som går scenvägen
- 1938 – Baldevins bröllop
- 1938 – Du gamla du fria
- 1939 – Vi på Solgläntan
- 1939 – I dag börjar livet
- 1939 – Frun tillhanda
- 1940 – ... som en tjuv om natten
- 1940 – Hennes melodi
- 1940 – Romans
- 1940 – Hanna i societén
- 1940 – Ett brott
- 1941 – Så tuktas en äkta man
- 1941 – Magistrarna på sommarlov
- 1942 – Flickan i fönstret mitt emot
- 1942 – Vi hemslavinnor
- 1942 – Kvinnan tar befälet
- 1942 – Fallet Ingegerd Bremssen
- 1943 – Livet på landet
- 1944 – Släkten är bäst
- 1944 – Hemsöborna
- 1944 – Vår Herre luggar Johansson
- 1944 – Skeppar Jansson
- 1945 – Änkeman Jarl
- 1946 – Kristin kommenderar
- 1946 – Åsa-Hanna
- 1947 – Kronblom
- 1948 – Glada paraden
- 1948 – Vart hjärta har sin saga
- 1949 – Greven från gränden
- 1949 – Skolka skolan
- 1949 – Kronblom kommer till stan
- 1950 – Restaurant Intim
- 1950 – Hjärter Knekt
- 1950 – Ung och kär
- 1950 – Tryck och sprutt (kortfilm)
- 1950 – Fästmö uthyres
- 1950 – Frökens första barn
- 1950 – Kvartetten som sprängdes
- 1952 – Flottare med färg
- 1953 – Kungen av Dalarna
- 1953 – Sommaren med Monika
- 1953 – Ursula – flickan i finnskogarna
- 1953 – Flickan från Backafall
- 1953 – Dansa min docka
- 1953 – I dimma dold
- 1953 – Dumbom
- 1953 – I dur och skur
- 1954 – Dans på rosor
- 1954 – Ung sommar
- 1954 – Östermans testamente
- 1954 – En lektion i kärlek

## Teater

### Roller
| År   | Roll                                | Produktion                                                                 | Regi                          | Teater                                        |
| ---- | ----------------------------------- | -------------------------------------------------------------------------- | ----------------------------- | --------------------------------------------- |
| 1904 |                                     | Tummeliten Clairville och Dumanoir                                         |                               | Östermalmsteatern                             |
| 1916 | Medverkande                         | Rälia Pärsen, revy                                                         |                               | Lianderska sällskapet                         |
| 1917 | Medverkande                         | Atlanten vid Kristinehamn, revy Axel Engdahl                               |                               | Folkteatern, Göteborg                         |
| 1919 | Medverkande                         | Kaos eller Ta't lätt, revy Axel Engdahl                                    |                               | Folkteatern, Göteborg/ Folkteatern, Stockholm |
| 1919 |                                     | En flickpension Alexandre Bisson                                           |                               | Folkteatern                                   |
| 1919 |                                     | Mannen utan minne B. Decker och Robert Pohl                                | Otto Malmberg                 | Folkteatern                                   |
| 1919 | Anna Söderberg                      | Bröderna Östermans huskors Oscar Wennersten                                |                               | Folkteatern                                   |
| 1920 | Medverkande                         | Krasch, revy Karl-Ewert och Karl Gerhard                                   | Ernst Brunman                 | Folkteatern                                   |
| 1920 |                                     | Clara från Narvavägen Björn Hodell                                         | Ernst Brunman                 | Folkteatern                                   |
| 1920 | Medverkande                         | Handel och sjöfart eller Allt för alla, revy Axel Engdahl och Fritz Scheel |                               | Folkteatern, Göteborg                         |
| 1920 |                                     | Hennes lilla majestät Paul Lanzinger                                       |                               | Folkteatern                                   |
| 1920 | Kajutpojken                         | Barken Margareta Christian Bogø och J. Ravn-Jensen                         |                               | Folkteatern                                   |
| 1921 | Medverkande                         | Denna sida opp, revy Karl-Ewert och Karl Gerhard                           | Olle Nordmark                 | Folkteatern                                   |
| 1921 | Pensionatsvärdinnan                 | Hönsgården Manne Göthson                                                   |                               | Folkteatern                                   |
| 1921 |                                     | Lola Rudolf Bernauer och Rudolf Schanzer                                   |                               | Folkteatern                                   |
| 1921 | Halta Lena                          | Halta Lena och vindögda Per Ernst Fastbom                                  |                               | Tantolundens friluftsteater                   |
| 1921 | Karin Ekberg                        | Vagnmakarns frieri Hjalmar Peters                                          | Hjalmar Peters                | Folkteatern                                   |
| 1921 | Christiane                          | Hemslavinnor Christian Bogø och Axel Frische                               | Hjalmar Peters                | Folkteatern                                   |
| 1922 | Medverkande                         | Med Folkan för fosterlandet, revy Karl-Ewert och G.V. Nordensvan           | Hjalmar Peters                | Folkteatern                                   |
| 1922 | Halta Lena                          | Halta Lena och vindögda Per Ernst Fastbom                                  |                               | Tantolundens friluftsteater                   |
| 1922 | Katrina i Grönemossen               | Det stora mågakriget Walter Stenström och Nanna Wallensteen                | Walter Stenström              | Tantolundens friluftsteater                   |
| 1922 | Christiane                          | Hemslavinnor Christian Bogø och Axel Frische                               | Hjalmar Peters                | Folkteatern                                   |
| 1923 |                                     | Inspektorn på Siltala Hjalmar Procopé                                      | Hjalmar Peters                | Folkteatern                                   |
| 1923 | Christiane                          | Hemslavinnor Christian Bogø och Axel Frische                               | Hjalmar Peters                | Folkteatern                                   |
| 1923 |                                     | Sömngångerskan Mark Swan                                                   | Hjalmar Peters                | Folkteatern                                   |
| 1923 |                                     | Frun av stånd och frun i ståndet Frans Hedberg                             |                               | Folkteatern                                   |
| 1923 | Malena Olsen, i tjänst hos Langsted | Svärmor i klämma Alfred Aatoft                                             | Hjalmar Peters                | Folkteatern                                   |
| 1923 | Anna Löfqvist                       | Jazzflugan Sven Rune                                                       | Hjalmar Peters                | Folkteatern                                   |
| 1924 |                                     | En gång om året Hugo Hirsch och Arthur Rebner                              | Carl Barcklind                | Folkteatern                                   |
| 1924 | Carmen, hemslavinna                 | Högsta vinsten Hjalmar Peters                                              | Hjalmar Peters                | Folkteatern                                   |
| 1925 |                                     | Kärlek och landstorm Gideon Wahlberg och Walter Stenström                  |                               | Tantolundens friluftsteater                   |
| 1926 | Fru Fredriksson                     | Mussolini Jens Locher                                                      | Sigurd Wallén                 | Folkteatern                                   |
| 1927 | Fru Fitzkes                         | Skräddar Wibbel Hans Müller-Schlösser                                      | Sigurd Wallén                 | Folkteatern                                   |
| 1927 | Ida Weller                          | Revyprimadonnan Svasse Bergqvist                                           | Sigurd Wallén                 | Folkteatern                                   |
| 1929 | Medverkande                         | Stockholm–Motala, revy Karl-Ewert, Svasse Bergqvist och Kar de Mumma       |                               | Folkteatern                                   |
| 1930 | Fru Skoglund                        | Krasch Erik Lindorm                                                        | Sigurd Wallén                 | Folkteatern                                   |
| 1930 | Medverkande                         | Stockholm blir Stockholm, revy Svasse Bergqvist                            | Adolf Niska                   | Vasateatern                                   |
| 1931 | Fru Teodor                          | Trötte Teodor Max Neal och Max Ferner                                      |                               | Folkteatern                                   |
| 1931 | Fru Ferm                            | 33.333 Algot Sandberg                                                      | Sigurd Wallén                 | Folkteatern                                   |
| 1932 |                                     | Borgmästarinnan Maurice Hennequin                                          |                               | Folkteatern                                   |
| 1932 | Fru Bascom                          | Tjuvar och hedersmän Winchell Smith                                        | Oscar Lund                    | Folkteatern                                   |
| 1932 | Generalskan Engel                   | Onsdagsflickan Paul Sarauw                                                 | Albert Ranft                  | Folkteatern                                   |
| 1932 | Christiane                          | Hemslavinnor Christian Bogø och Axel Frische                               |                               | Folkteatern                                   |
| 1932 |                                     | Blockad Erik Lindorm                                                       |                               | Turné                                         |
| 1932 |                                     | Röda dagen Erik Lindorm                                                    |                               | Turné                                         |
| 1932 |                                     | Nicklasson & Co. Ernst Berge                                               | Ludde Gentzel                 | Vanadislundens friluftsteater                 |
| 1932 | Kokerskan                           | Vi som går köksvägen Gösta Stevens                                         | Nils Lundell                  | Södra Teatern                                 |
| 1933 | Medverkande                         | Ett leende år, revy Gösta Stevens och Kar de Mumma                         | Björn Hodell                  | Södra Teatern                                 |
| 1933 |                                     | Den tappre soldaten Schwejk Jaroslav Hašek                                 | Oscar Winge                   | Södra Teatern                                 |
| 1933 | Revybaronessan                      | Lyckliga Jönsson Toralf Sandø                                              | Björn Hodell                  | Södra Teatern                                 |
| 1934 |                                     | Johannis i Lillegår'n Gideon Wahlberg                                      | Gideon Wahlberg               | Tantolundens friluftsteater                   |
| 1935 | Agda                                | Härmed hava vi nöjet, revy Kar de Mumma, Karl-Ewert och Alf Henrikson      | Harry Roeck-Hansen            | Blancheteatern                                |
| 1935 |                                     | Grabbarna i 57:an Gideon Wahlberg                                          |                               | Tantolundens friluftsteater                   |
| 1937 |                                     | Sverige åt Svensson, revy Kar de Mumma                                     | Björn Hodell Leif Amble-Naess | Södra Teatern                                 |
| 1941 | Olivia                              | Solvallakungen Ernst Berge                                                 | Sigge Fürst                   | Vanadislundens friluftsteater                 |
| 1947 | Medverkande                         | Opp med folket, revy Harry Iseborg, Allan Forss och Nils Bie               | Ragnar Klange                 | Folkets hus teater                            |

## Radioteater

### Roller
| År   | Roll                                   | Produktion | Regi            |
| ---- | -------------------------------------- | --- | --------------- |
| 1940 | Antoinette Ferm                        | En gammal symaskin Moa Martinson | Lars Madsén     |
| 1940 |                                        | 33,333 Algot Sandberg | Carl Barcklind  |
| 1940 | Fru Andersson                          | Den undrande skogen Arne Wahlberg |                 |
| 1940 | Soffi, nämndemansmora                  | När nämndemansmoras Ida skulle bortgiftas Nanna Wallensteen                                                                                | Carl Barcklind  |
| 1941 | Konsulinnan                            | Bliv er själv eller pengarna tillbaka! Ett besök på psykiska korrektionsinstitutet, radiokabaret Nils-Georg, Einar Hylin och Nils Söderman |                 |
| 1941 |                                        | Har den äran!, radiokabaret Nils Perne och Sven Paddock                                                                                    |                 |
| 1942 | Medverkande                            | Upp till kamp, flickor, kabaret |                 |
| 1942 | Lovisa, hushållerska                   | Marknadsafton Vilhelm Moberg | Lars Madsén     |
| 1943 |                                        | Oss flickor emellan Georg Eliasson |                 |
| 1944 | Knall-Brita                            | Auktion Josef Briné och Nils Ferlin | Lars Madsén     |
| 1944 | Medverkande                            | Den stora vårutredningen 1944, revy Georg Eliasson och Gösta Rybrant                                                                       | Palle Brunius   |
| 1946 | Evie, Julies påkläderska               | Teater Guy Bolton | Rune Carlsten   |
| 1948 | Grannkvinna                            | Kolar-Fredik Inge Johansson | Lars Madsén     |
| 1950 | Hanna, hushållerska                    | Anders och valfisken Gunnar Falkås | Lars Madsén     |
| 1950 | Kate                                   | Salig överstens döttrar Katherine Mansfield                                                                                                | Gustaf Molander |
| 1952 | Gustava Hägg, änka efter en vagnmakare | Änkeman Jarl Vilhelm Moberg | Lars Madsén     |
| 1953 | Fru Sjöström vid Munkbron              | Midsommar August Strindberg | Palle Brunius   |
| 1954 | Emma, städerska i skolan               | Vår ofödde son Vilhelm Moberg | Mimi Pollak     |
| 1954 | Fru Fipps                              | Pojken med kärran Christopher Fry | Palle Brunius   |
| 1954 | Knall-Brita                            | Auktion Josef Briné och Nils Ferlin | Lars Madsén     |